# Bid
Bid là một thành phố và là nơi đặt hội đồng đô thị (municipal council) của quận Bid thuộc bang Maharashtra, Ấn Độ.

## Địa lý
Bid có vị trí 16°39′B 74°08′Đ / 16,65°B 74,13°Đ Nó có độ cao trung bình là 530 mét (1738 foot).

## Nhân khẩu
Theo điều tra dân số năm 2001 của Ấn Độ, Bid có dân số 138.091 người. Phái nam chiếm 52% tổng số dân và phái nữ chiếm 48%. Bid có tỷ lệ 72% biết đọc biết viết, cao hơn tỷ lệ trung bình toàn quốc là 59,5%: tỷ lệ cho phái nam là 78%, và tỷ lệ cho phái nữ là 66%. Tại Bid, 14% dân số nhỏ hơn 6 tuổi.